# 艾許莉·桑切斯
艾許莉·妮可·桑切斯（英語：Ashley Nicole Sanchez，1999年3月16日—）是美國職業女子足球運動員，司職中場，目前效力國家女子足球聯賽球隊北卡羅萊納勇氣與美國國家女子足球隊。她曾代表美國參加2022年中北美洲及加勒比海女子足球錦標賽以及2023年國際足協女子世界盃。
桑切斯於2016年獲得美國足協頒發的美國最佳女子青年球員。2020年，她參加國家女子足球聯賽選秀以首輪第四順位被華盛頓精神選中。隔年，她幫助華盛頓精神贏得隊史首座季後賽冠軍。

## 外部連結
- Soccerway資料庫：艾許莉·桑切斯
- 艾許莉·桑切斯在美國足球協會
- 艾許莉·桑切斯在美國奧林匹克委員會（原始內容存檔）
- 艾許莉·桑切斯 （页面存档备份，存于）在加州大學洛杉磯分校棕熊隊
- 艾許莉·桑切斯在國家女子足球聯賽
- 艾許莉·桑切斯 （页面存档备份，存于）在華盛頓精神
- 艾許莉·桑切斯 （页面存档备份，存于）在北卡羅萊納勇氣
- 艾許莉·桑切斯的Instagram帳戶